# Јуриј II Московски
Јуриј Дмитријевич (рус. Юрий Дмитриевич; 26. новембар 1374 — 5. јул 1434), познат и као Јуриј Звенигородски или Јуриј Галички, је био велики московски кнез од 1433. до 1434. године.

## Престолонаследник
Рођен је у Переслављ Залеском као млађи син Дмитрија Донског. Кнежевска круна је 1389. године, након очеве смрти, прешла на његовог старијег брата Василија I. Од тада па све до 1415. године он је престолонаследник државе пошто се брату тек тада рађа син и будући велики кнез Василиј Слепи. 1425. године, када Јурију умире брат, нови кнез има само десет година што тада доводи до кризе власти. По закону који је донео Дмитриј Донски круна би требало да прелази с брата на брата, а не с оца на сина.

## Узурпатор
Током првих пет година он је стрпљиво чекао надајући се задовољавајућем развоју догађаја, али 1430. године ипак губи живце и одлази на двор кана Златне хорде која је вазални господар Москве. Тамо он успева добити титулу великог кнеза коју му кући на његову жалост нико не признаје. Како за потврду титуле нису стигли и монголски војници њему тада не преостаје ништа друго до сплетки како би преузео власт. Проћи ће свеукупно три године пре но што ли успе да скупи довољно војника за излазак на бојно поље и победу над Василијем Слепим. Недуго потом 1433. године поражени велики кнез је био приморан абдицирати.

## Велики кнез
У покушају да искаже милост и потврди своју легитимност на право круне Јуриј пушта Василија на слободу с које он сада диже буну. Та нова побуна највероватније не би успела забележити победу да није дошло до изненадне смрти Јурија који се тада налазио у за руску владајућу кућу онога доба у високим животним годинама.

## Породично стабло
|  |                       |  |  |  |  |  |  |  |  |  |  |  |  |  |  |  |
|  | 2. Дмитриј Донски     |  |  |  |  |  |  |  |  |  |  |  |  |  |  |  |
|  |                       |  |  |  |  |  |  |  |  |  |  |  |  |  |  |  |
|  |                       |  |  |  |  |  |  |  |  |  |  |  |  |  |  |  |
|  | 1. Јуриј II Московски |  |  |  |  |  |  |  |  |  |  |  |  |  |  |  |
|  |                       |  |  |  |  |  |  |  |  |  |  |  |  |  |  |  |
|  |                       |  |  |  |  |  |  |  |  |  |  |  |  |  |  |  |
|  | 3. Eudoxia of Moscow  |  |  |  |  |  |  |  |  |  |  |  |  |  |  |  |
|  |                       |  |  |  |  |  |  |  |  |  |  |  |  |  |  |  |
|  |                       |  |  |  |  |  |  |  |  |  |  |  |  |  |  |  |